# El Ouata
El Ouata (în arabă الوطاء) este o comună din provincia Béchar, Algeria.
Populația comunei este de 7.702 locuitori (2009).